# Sagas-Bank
Sagas-Bank este o arie protejată (arie specială de conservare — SAC, sit de importanță comunitară — SCI) din Germania întinsă pe o suprafață de 3.238 ha, integral marine.

## Localizare
Centrul sitului Sagas-Bank este situat la coordonatele 54°16′30″N 11°11′10″E / 54.275°N 11.1861°E.

## Înființare
Situl Sagas-Bank a fost declarat sit de importanță comunitară în august 2000 pentru a proteja 3 specii de animale. Situl a fost protejat și ca arie specială de conservare în ianuarie 2010.

## Biodiversitate
Situată în ecoregiunea continentală, aria protejată conține 3 habitate naturale: Bancuri de nisip acoperite în permanență slab de apă marină, Golfuri mici largi și golfuri puțin adânci, Recifuri.
La baza desemnării sitului se află mai multe specii protejate:
- păsări (2): Clangula hyemalis, eider (Somateria mollissima)
- mamifere (1): marsuin (Phocoena phocoena)